# Mieczysław Major
Mieczysław Major (ur. 18 czerwca 1962 w Gryficach) – polski trener koszykówki I klasy; nauczyciel wychowania fizycznego; związany ze stargardzkim klubem Spójnia Stargard.

## Życiorys
Mieczysław Major urodził się 18 czerwca 1962 w Gryficach. Z wykształcenia nauczyciel wychowania fizycznego oraz trener koszykówki. W latach 1977–1981 był zawodnikiem zespołu juniorów Spójni Stargard. Od 1984 rozpoczął pracę jako trener grup młodzieżowych oraz seniorskich. W latach 1989–1995 był II trenerem zespołu Spójni Stargard, której pierwszym trenerem był Grzegorz Chodkiewicz. W roku 1990 (sezon 1990/1991) dalej był II trenerem, a w zespole stargardzkim zagrali zawodnicy zagraniczni z Litwy (Valdas Legus, Ridijus Steponavičius). W 1994 trenerzy Spójni-Sterna Stargard Grzegorz Chodkiewicz i Mieczysław Major awansowali wraz z drużyną stargardzką do I ligi (ekstraklasa).
W latach 1997–2000, 2002–2004 był II trenerem i I trenerem zespołu Komfortu Stargard. W 2001 został trenerem Orła Białogard w II lidze, gdzie jego drużyna zajęła VI miejsce. W latach 2003–2004 samodzielnie prowadził zespół Spójni w ekstraklasie zajmując VIII i XI miejsce z kierownikiem drużyny Zbigniewem Błochowiakiem. 29 marca 2003 jako trener poprowadził koszykarzy Komfortu Stargard w dwóch spotkaniach z reprezentacją Tunezji. W roku 2004 (sezon 2003/2004) klub do rozgrywek w ekstraklasie przystąpił w osłabionym składzie w związku z problemami finansowymi. Zespół z trenerem Mieczysławem Majorem w meczu o utrzymanie się w lidze przegrał w Koszalinie z tamtejszym AZS i po 10 sezonach gry w najwyższej klasie rozgrywkowej, 362 meczach spadł do I ligi, w 2007 do II ligi. W latach 2008–2009 był trenerem w II lidze, gdzie zanotował 12 spotkań bez porażki. Trener drużyny Spójni Stargard w II i I lidze w latach 2007–2010. W latach 2014–2015 był II trenerem zespołu I ligowego Wilków Morskich ze Szczecina, gdzie z I trenerem Krzysztofem Koziorowiczem prowadził także ekstraklasowy zespół żeński. W latach 2016–2022 trener grup młodzieżowych w Zespole Szkół Budowlano-Technicznych w Stargardzie i w stargardzkim klubie. W latach 2022–2023 był trenerem drużyny rezerw w III lidze i II lidze PGE Spójnia Stargard.
Mieczysław Major był i jest związany z Zespołem Szkół Budowlano-Technicznych w Stargardzie (nauczyciel WF). W 2019 podczas obchodów 70-lecia powstania stowarzyszenia Spójnia Stargard został odznaczony przez Polski Związek Koszykówki. Mieczysław Major w rozgrywkach II, I ligi i w PLK rozegrał 137 spotkań jako trener Spójni Stargard i odniósł 72 zwycięstwa. 26 października  2023 uczestniczył w obchodach 60-lecia Zespołu Szkół Budowlano-Technicznych w Stargardzie podczas których m.in. odbył się mecz koszykówki. W jednym zespole zagrali uczniowie ZSB-T, a w drugim absolwenci szkoły, w tym byli koszykarze Spójni Stargard. Mecz rozegrany został pod patronatem starosty stargardzkiego Iwony Wiśniewskiej. 30 września 2023 uczestniczył w spotkaniu byłych koszykarzy, trenerów i działaczy Spójni Stargard, którym jako gościom honorowym wręczono przed meczem z Eneą Abramczyk Astorią Bydgoszcz pamiątkowe statuetki z napisem „Przyjaciel Klubu”. 6 września 2024 uczestniczył w obchodach 75-lecia powstania Spójni Stargard.

## Osiągnięcia
Na podstawie, o ile nie zaznaczono inaczej.

### Trenerskie

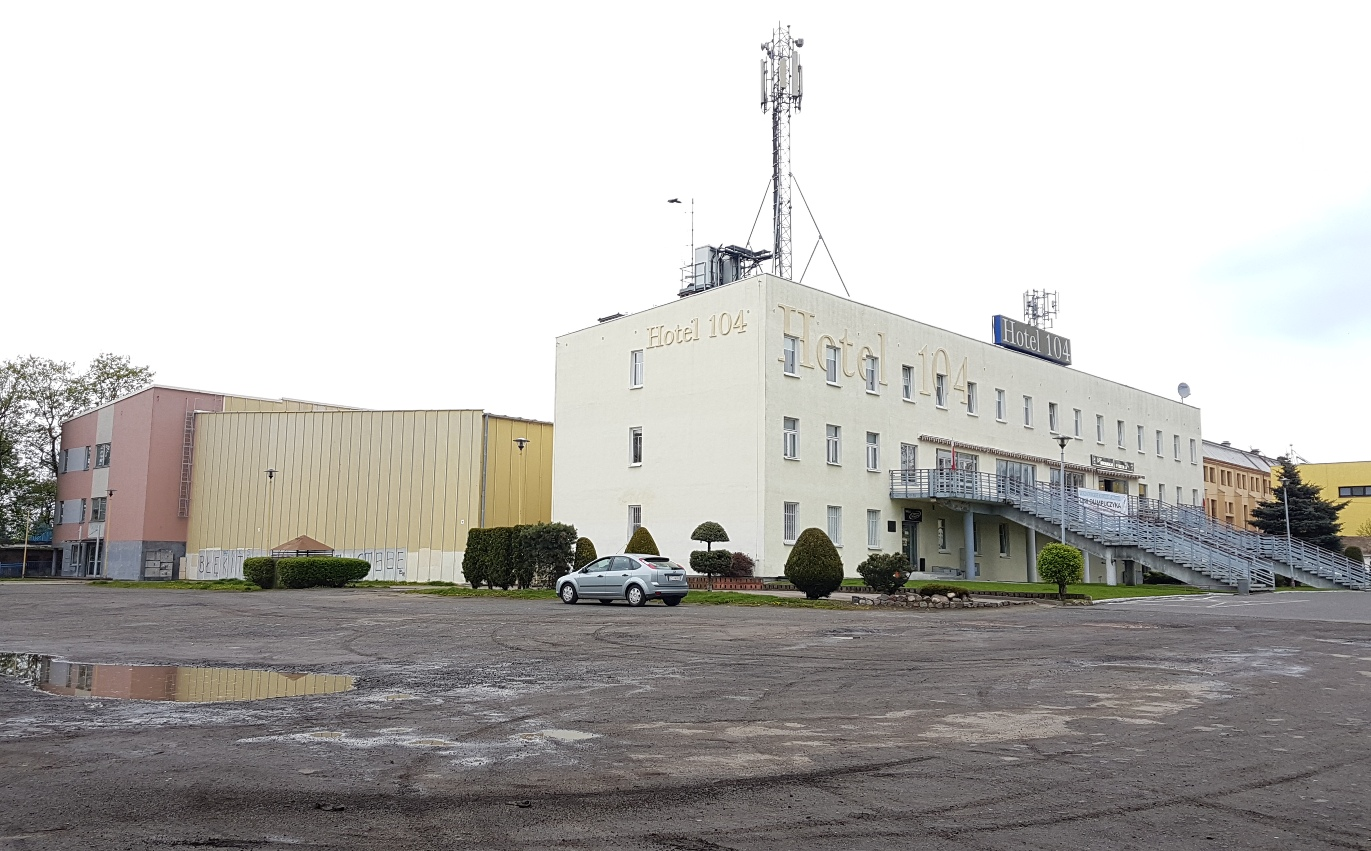
Mieczysław Major w latach 1989-1995; 1997-2000; 2002-2004; 2007-2010; 2022-2024 był I i II trenerem Spójni Stargard, jej rezerw, grup młodzieżowych rozgrywając mecze w stargardzkiej hali OSiR

Trener grup młodzieżowych: 
- Elbląg – II miejsce w mistrzostwach Polski młodzików (1996)
- Jarosław – VII miejsce w mistrzostwach Polski kadetów (1997)
- Wrocław – VII miejsce w mistrzostwach Polski juniorów starszych (2006)

Trener w I lidze (ekstraklasa):
- IX miejsce po rundzie zasadniczej w I lidze (1994/1995)
- IV miejsce po rundzie zasadniczej w PLK (1997/1998)
- V miejsce po rundzie zasadniczej  w  PLK (1998/1999)
- VIII miejsce po rundzie zasadniczej w PLK (1999/2000)
- VIII miejsce po rundzie zasadniczej w PLK (2002/2003)
- VII miejsce po rundzie zasadniczej w PLK (2003/2004), faza play off i spadek do I ligi

Trener rozgrywek:
- Koracia (1997/1998)

## Odznaczenia i wyróżnienia
Mieczysław Major był odznaczany: 
- Brązowa Honorowa Odznaka PZKosz[32]
- Srebrna Honorowa Odznaka PZKosz[32]
- Medal 60-lecia koszykówki zachodniopomorskiej (2009)[32]
- Odznaka „Honorowy Dawca Krwi – Zasłużony dla Zdrowia Narodu”[33]

i inne

## Historyczne składy Mieczysława Majora (trener)
Mieczysław Major w sezonie 1989/1994 był trenerem asystentem Grzegorza Chodkiewicza w rozgrywkach w II lidze:

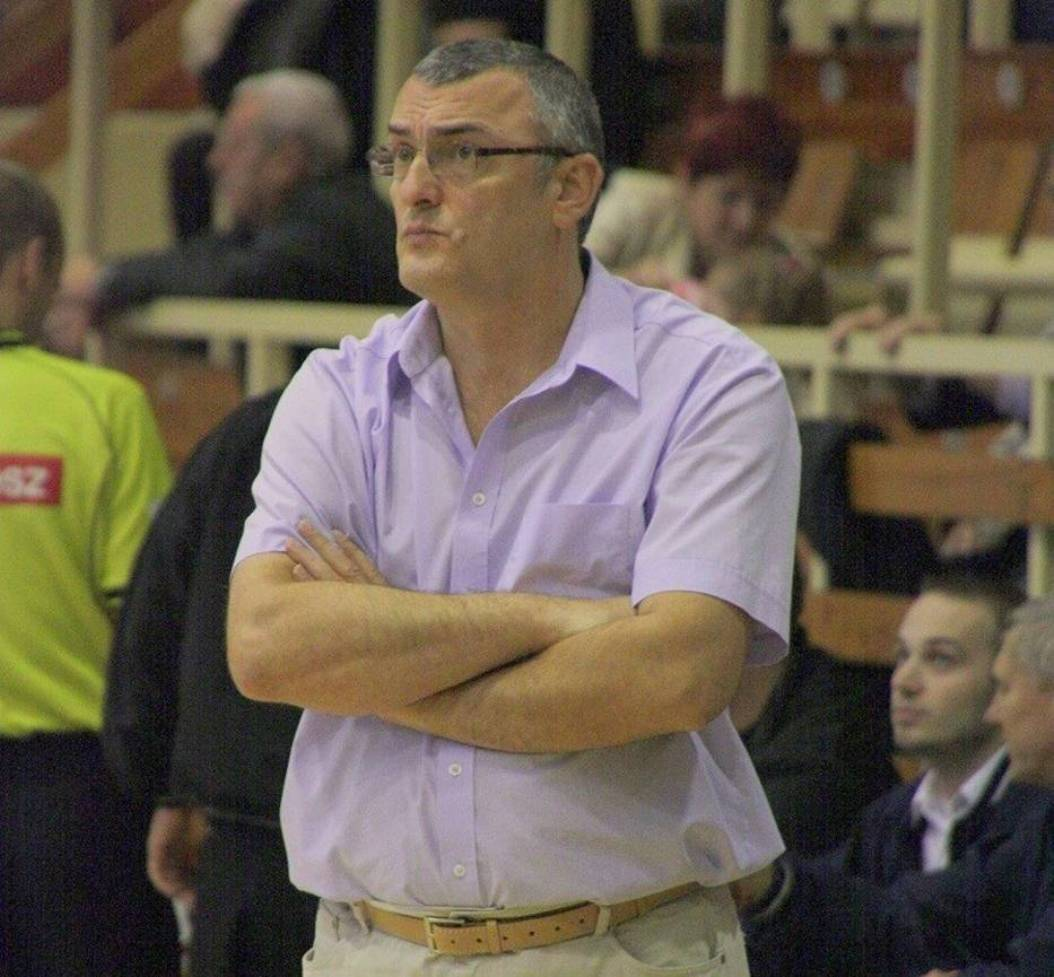
Mieczysław Major był asystentem Grzegorza Chodkiewicza w rozgrywkach w II i I lidze drużyny Spójni Stargard

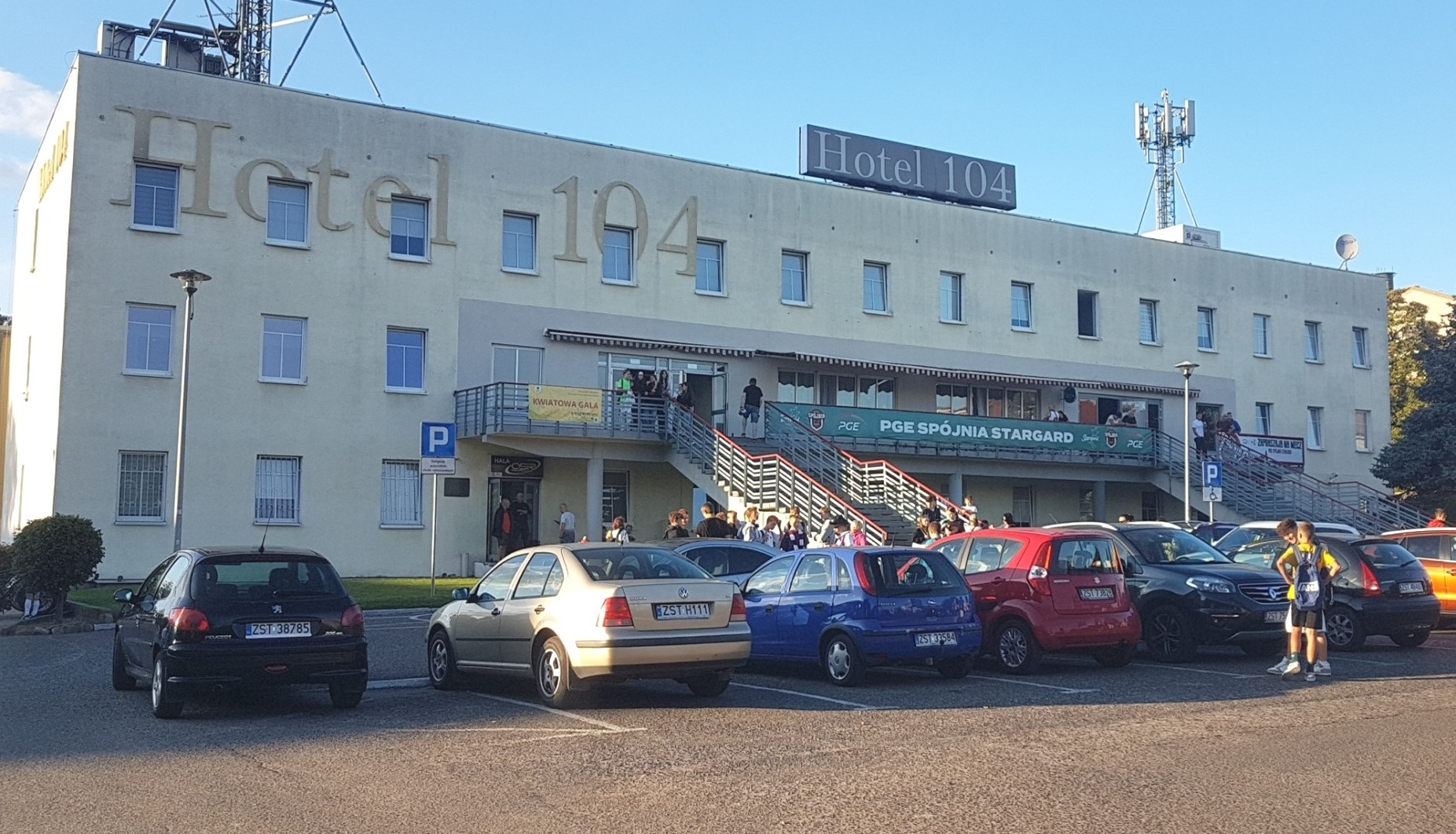
Mieczysław Major był I trenerem i II trenerem drużyny Spójni Stargard z rozgrywanymi meczami w Hali OSiR

### Sezon 1991/1992 (II liga)
Mieczysław Major w sezonie 1991/1992 był trenerem asystentem Grzegorza Chodkiewicza w rozgrywkach w II lidze z następującymi zawodnikami:

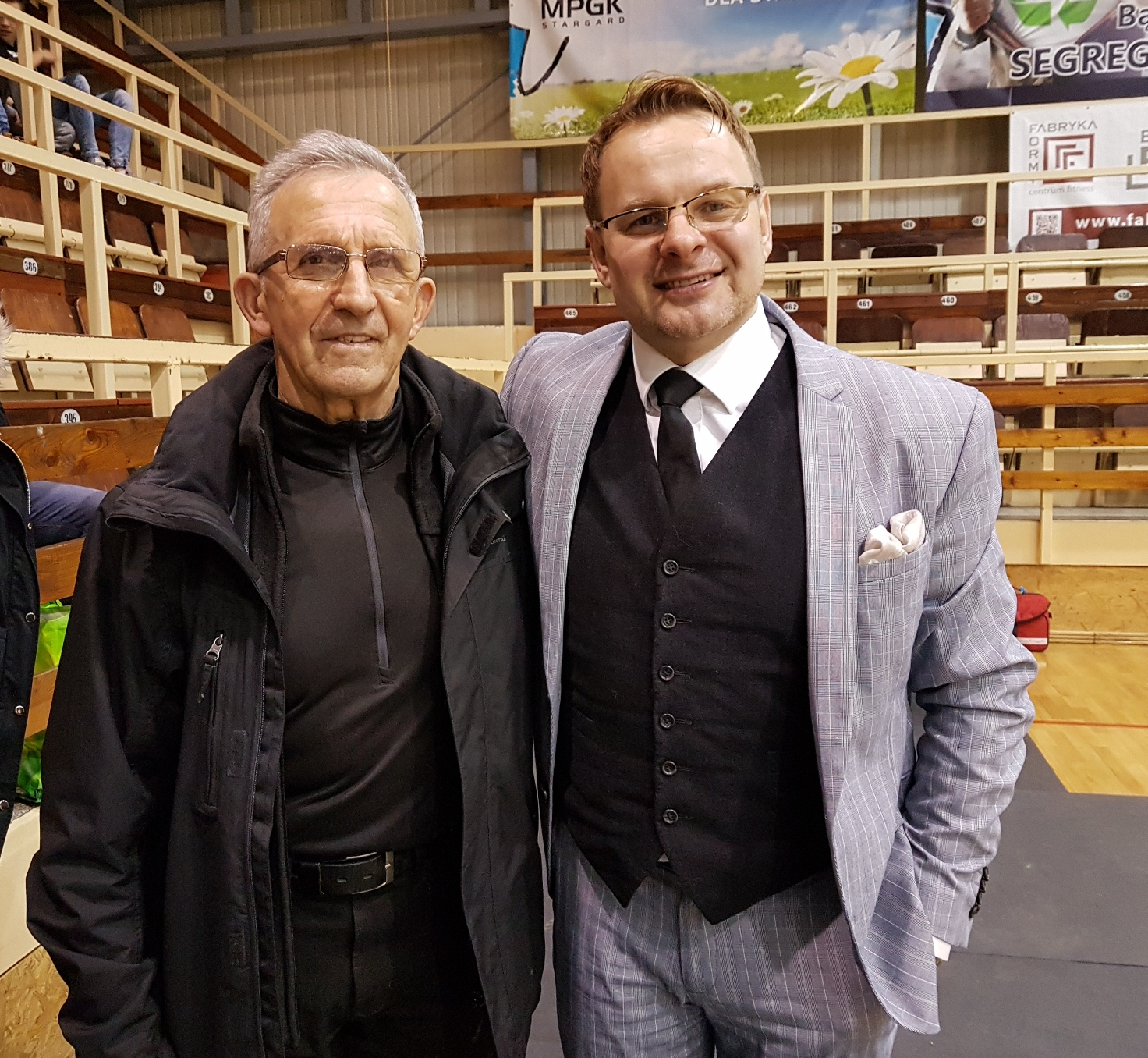
Mieczysław Major jako II trener i Ryszard Janik jako III trener asystent trenowali m.in. Roberta Szczerbalę

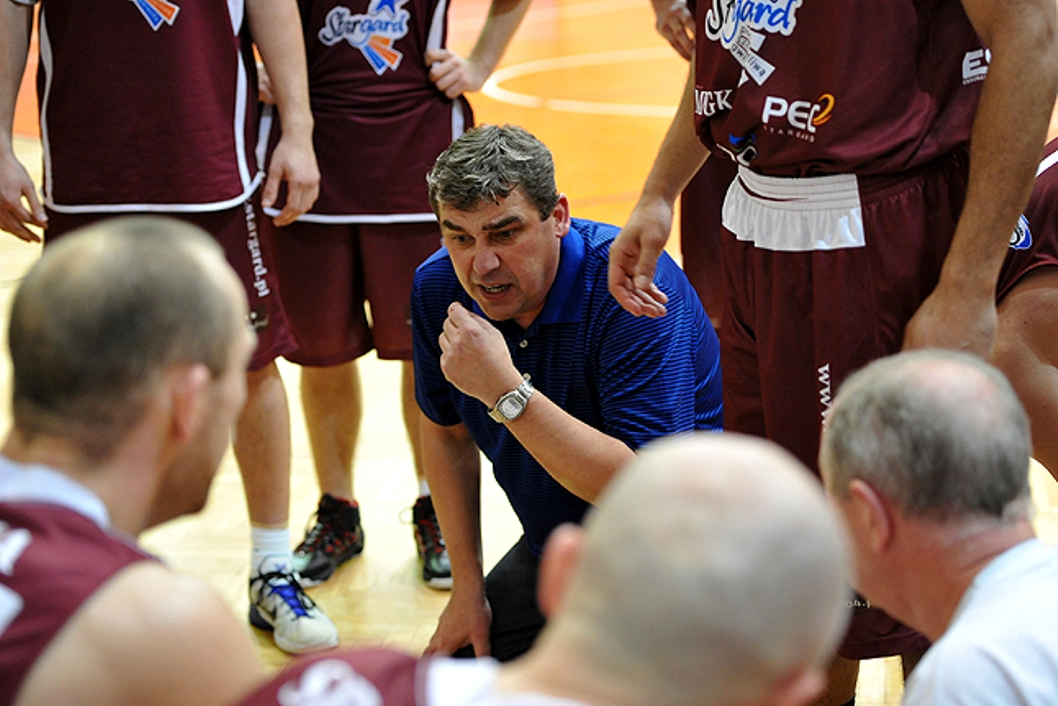
Trener Mieczysław Major trenował m.in. Ireneusza Purwinieckiego

| Nr | Poz. | Nar.   | Nazwisko i imię        | Data urodzenia | Wzrost | Masa ciała |
| -- | ---- | ------ | ---------------------- | -------------- | ------ | ---------- |
| 4  | S/C  | Polska | Bartosz, Mariusz       | 1962           | 200 cm |            |
| 7  | S    | Polska | Cieliński, Marek       | 1969-04-25     | 197 cm |            |
| ?  | O    | Polska | Jóźwiak, Jacek         | 1964           | 196 cm |            |
| 5  | G/F  | Polska | Koziorowicz, Krzysztof | 1957-03-24     | 181 cm |            |
| 9  | S    | Polska | Matyga, Ireneusz       | 1966           | 198 cm |            |
|    | PG   | Polska | Miłek, Waldemar        | 1965           | 189 cm |            |
| 3  | S    | Litwa  | Steponavičius, Ridijus | 1966-02-07     | 196 cm |            |
| 2  | S    | Litwa  | Legus, Valdas          | 1966           | ? cm   |            |
| 8  | R    | Polska | Purwiniecki, Ireneusz  | 1963-06-29     | 188 cm |            |
| 14 | R    | Polska | Szczerbala, Robert     | 1971-01-9      | 172 cm |            |
| 6  | S    | Polska | Śpiewak, Grzegorz      | 1973-03-15     | 192 cm |            |

Trener:  Grzegorz Chodkiewicz
 Asystenci: Mieczysław Major

### Sezon 1992/1993 (II liga)
Mieczysław Major w sezonie 1992/1993 był trenerem asystentem Grzegorza Chodkiewicza w rozgrywkach w II lidze m.in. z zawodnikami:
| Nr | Poz. | Nar.   | Nazwisko i imię        | Data urodzenia | Wzrost | Masa ciała |
| -- | ---- | ------ | ---------------------- | -------------- | ------ | ---------- |
| 4  | S/C  | Polska | Bartosz, Mariusz       | 1962           | 200 cm |            |
| ?  | C    | Polska | Bigus, Rafał           | 1976-07-12     | 215 cm |            |
| 3  | S    | Litwa  | Steponavičius, Ridijus | 1966-02-07     | 196 cm |            |
| 15 | C    | Litwa  | Birutis, Sigitas       | 1965-10-13     | 205 cm |            |
| 8  | R    | Polska | Purwiniecki, Ireneusz  | 1963-06-29     | 188 cm |            |
| 14 | R    | Polska | Szczerbala, Robert     | 1971-01-9      | 172 cm |            |
| 10 | S/C  | Polska | Molenda, Andrzej       | 1975-02-07     | 203 cm |            |
| 6  | S    | Polska | Śpiewak, Grzegorz      | 1973-03-15     | 192 cm |            |
| 7  | S    | Polska | Cieliński, Marek       | 1969-04-25     | 197 cm |            |
| 5  | R    | Polska | Dubij, Wiesław         | 1970-10-06     | 185 cm |            |
| 9  | S    | Polska | Matyga, Ireneusz       | 1966           | 198 cm |            |

Trener:  Grzegorz Chodkiewicz
 Asystenci: Mieczysław Major

### Sezon 1993/1994 (wejście do I ligi)
Mieczysław Major w sezonie 1993/1994 był trenerem asystentem Grzegorza Chodkiewicza w rozgrywkach w II lidze w LKS Spójnia-Sterna, w marcu 1994 wraz z drużyną awansował do I ligi (ekstraklasa) w składzie:

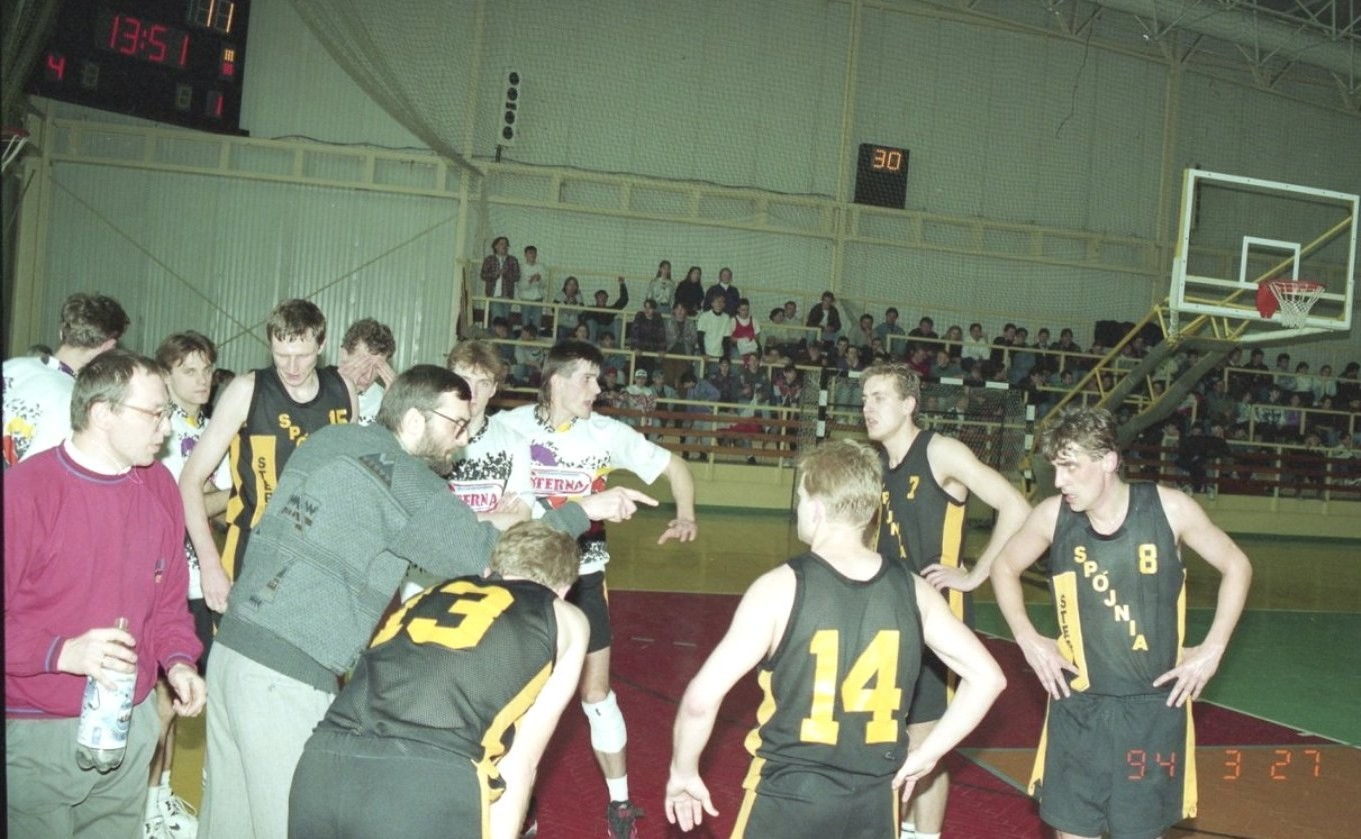
Trener asystent Mieczysław Major i Spójnia-Sterna w meczu z Wybrzeżem Gdańsk (27.03.1994)

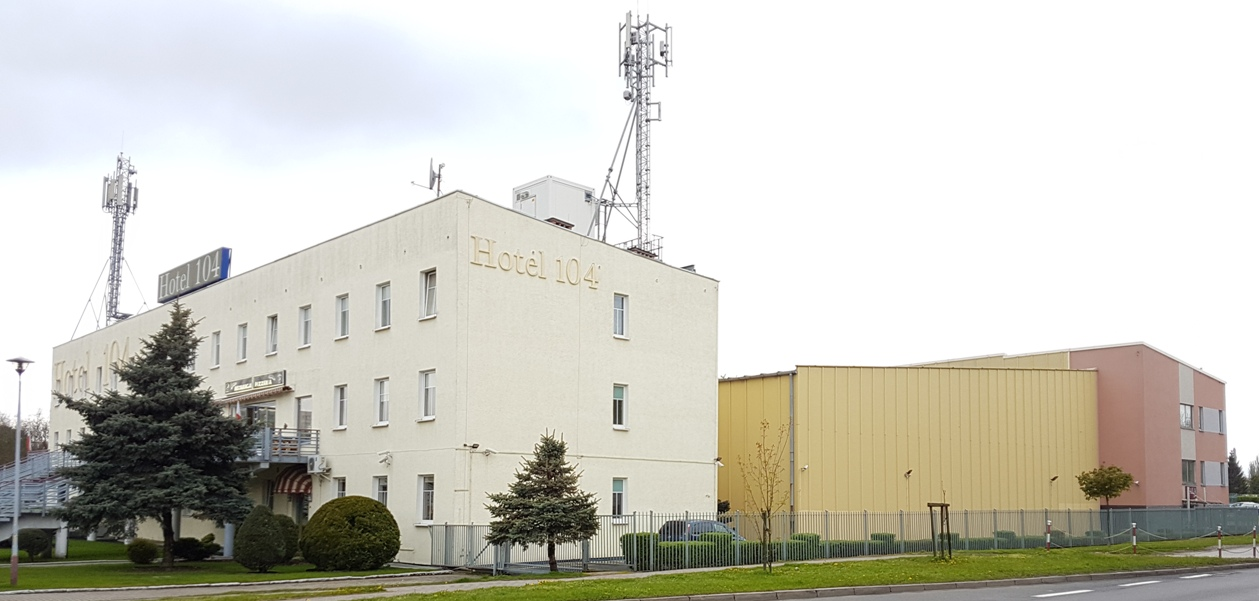
Mieczysław Major był trenerem Spójni Stargard od 1989, gdzie w stargardzkiej hali trenował zespoły w III lidze, II lidze, I lidze i w PLK

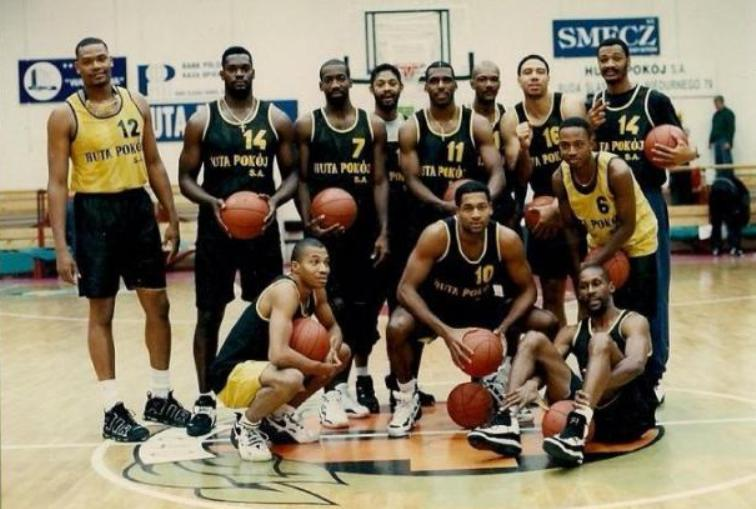
Mieczysław Major jako II trener zespołu Spójni Stargard w sezonie 1994/1995 trenował m.in. Martina Egglestona (L1) i Tomasa Tyrona (P4). Zdj. drużyna obcokrajowców w meczu Gwiazd PLK w Rudzie Śląskiej (1997)

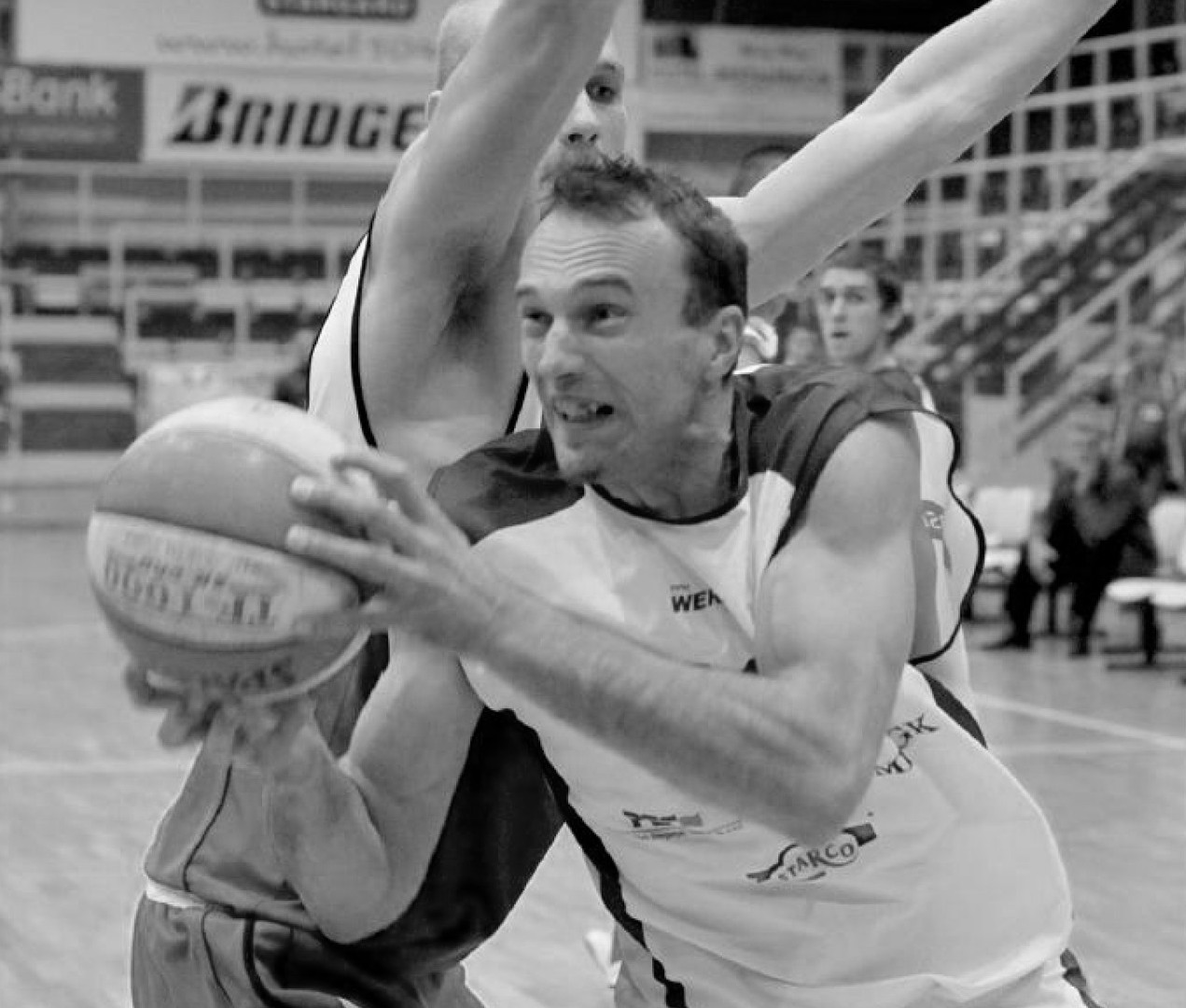
Andrzej Molenda

| Nr | Poz. | Nar.   | Nazwisko i imię           | Data urodzenia | Wzrost | Masa ciała |
| -- | ---- | ------ | ------------------------- | -------------- | ------ | ---------- |
| 8  | R    | Polska | Purwiniecki, Ireneusz     | 1963-06-29     | 188 cm |            |
| 7  | S    | Polska | Cieliński, Marek          | 1969-04-25     | 197 cm |            |
| 5  | R    | Polska | Dubij, Wiesław            | 1970-10-06     | 185 cm |            |
| 10 | S/C  | Polska | Molenda, Andrzej          | 1975-02-07     | 203 cm |            |
| 4  | S/C  | Polska | Bartosz, Mariusz          | 1962           | 200 cm |            |
| 9  | S    | Polska | Matyga, Ireneusz          | 1966           | 198 cm |            |
| 14 | R    | Polska | Szczerbala, Robert        | 1971-01-9      | 172 cm |            |
| 6  | S    | Polska | Śpiewak, Grzegorz         | 1973-03-15     | 192 cm |            |
| 11 | S    | Polska | Korczyk, Bartosz          | 1975           | 198 cm |            |
| 12 | S    | Polska | Wieczorkiewicz, Sylwester | ?              | ? cm   |            |
| 14 | S    | Polska | Wypart, Robert            | ?              | ? cm   |            |
| 15 | C    | Litwa  | Birutis, Sigitas          | 1965-10-13     | 205 cm |            |
| 3  | S    | Litwa  | Steponavičius, Ridijus    | 1966-02-07     | 196 cm |            |

Trener:  Grzegorz Chodkiewicz
 Asystenci: Mieczysław Major

### Sezon 1994/1995 (I liga)
Mieczysław Major w sezonie 1994/1995 był trenerem asystentem Grzegorza Chodkiewicza w rozgrywkach I ligi (ekstraklasa) z zawodnikami:
| Nr | Poz. | Nar.              | Nazwisko i imię        | Data urodzenia | Wzrost | Masa ciała |
| -- | ---- | ----------------- | ---------------------- | -------------- | ------ | ---------- |
| 8  | C    | Stany Zjednoczone | Eggleston, Martin      | 1967-01-27     | 209 cm |            |
| ?  | S    | Stany Zjednoczone | Tomas, Tyrone          | 1968-10-05     | 195 cm |            |
| 4  | S    | Polska            | Dubicki, Jarosław      | 1966-01-20     | 185 cm |            |
| 7  | S    | Polska            | Cieliński, Marek       | 1969-04-25     | 197 cm |            |
| 3  | S    | Litwa             | Steponavičius, Ridijus | 1966-02-07     | 196 cm |            |
| 14 | R    | Polska            | Szczerbala, Robert     | 1971-01-9      | 172 cm |            |
| 12 | C    | Polska            | Ignatowicz, Piotr      | 1975-02-7      | 198 cm |            |
| 8  | R    | Polska            | Purwiniecki, Ireneusz  | 1963-06-29     | 188 cm |            |
| 5  | R    | Polska            | Dubij, Wiesław         | 1970-10-06     | 185 cm |            |
| 10 | S/C  | Polska            | Molenda, Andrzej       | 1975-02-07     | 203 cm |            |
| 9  | S    | Polska            | Matyga, Ireneusz       | 1966           | 198 cm |            |
| 6  | S    | Polska            | Śpiewak, Grzegorz      | 1973-03-15     | 191 cm |            |

Trener:  Grzegorz Chodkiewicz
 Asystenci: Mieczysław Major

### Sezon 1997/1998 (PLK)

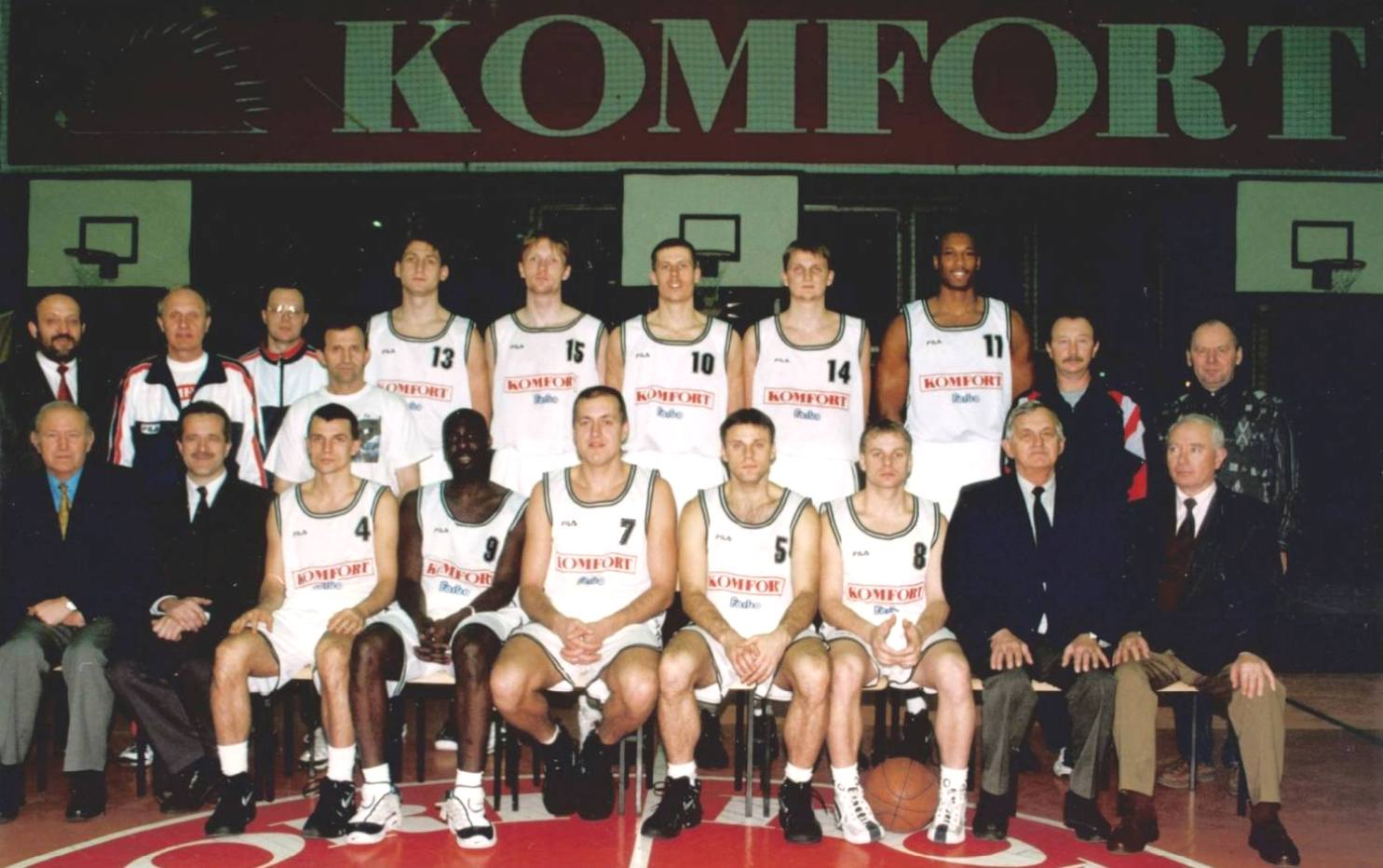
Mieczysław Major (L3) w sezonie 1997/1998 był asystentem Tadeusza Hucińskiego i T. Aleksandrowicza

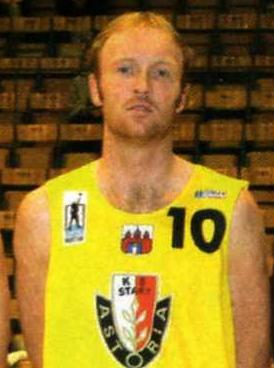
II trener Mieczysław Major w sezonie 1997/1998 trenował m.in. Pawła Wiekierę

Mieczysław Major w sezonie 1997/1998 był trenerem asystentem Tadeusza Hucińskiego w rozgrywkach PLK (ekstraklasa) z zawodnikami:
| Nr | Poz. | Nar.              | Nazwisko i imię       | Data urodzenia | Wzrost | Masa ciała |
| -- | ---- | ----------------- | --------------------- | -------------- | ------ | ---------- |
| 7  | S    | Polska            | Cieliński, Marek      | 1969-04-25     | 198 cm |            |
| 5  | R    | Polska            | Dubij, Wiesław        | 1970-10-06     | 185 cm |            |
| 13 | C    | Rosja             | Griszajew, Siergiej   | 1961           | 208 cm |            |
| 15 | C    | Polska            | Grudziński, Wiktor    | 1978-04.-9     | 207 cm |            |
| 12 | C    | Polska            | Ignatowicz, Piotr     | 1975-02-7      | 198 cm |            |
| 3  | R    | Polska            | Kościuk, Robert       | 1969-01-17     | 186 cm |            |
| 14 | S    | Polska            | Morkowski, Robert     | 1974-08-21     | 200 cm |            |
| 11 | R    | Polska            | Szczerbala, Robert    | 1971-01-9      | 172 cm |            |
| 15 | S    | Polska            | Wiekiera, Paweł       | 1978-01-14     | 205 cm |            |
| 6  | C    | Stany Zjednoczone | Stern, Jeff           | 1968-08-24     | 208 cm |            |
| 4  | S/C  | Polska            | Price, Marzel         | 1963-10-29     | 206 cm |            |
| 8  | S    | Rosja             | Tanasiejczuk, Nikołaj | 1959-12-16     | 190 cm |            |
| 8  | S/R  | Stany Zjednoczone | Upshaw, Kelvin        | 1959-12-16     | 188 cm |            |
| ?  | S    | Polska            | Kurkianiec, Kamil     | 1980-01-13     | 190 cm |            |
| ?  | S    | Polska            | Krzemiński, Łukasz    | 1980-06-16     | 201 cm |            |

Trener:  Tadeusz Huciński
 Asystenci: Mieczysław Major

### Sezon 1998/1999 (PLK)
Mieczysław Major w sezonie 1998/1999 był trenerem asystentem Tadeusza Aleksandrowicza. Spójnia w sezonie 1998/1999 grała w PLK.

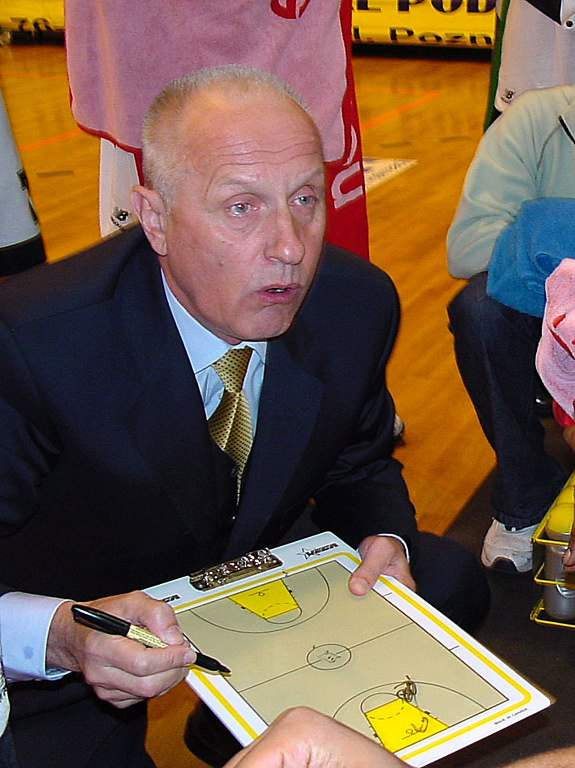
Mieczysław Major był trenerem asystentem Tadeusza Aleksandrowicza

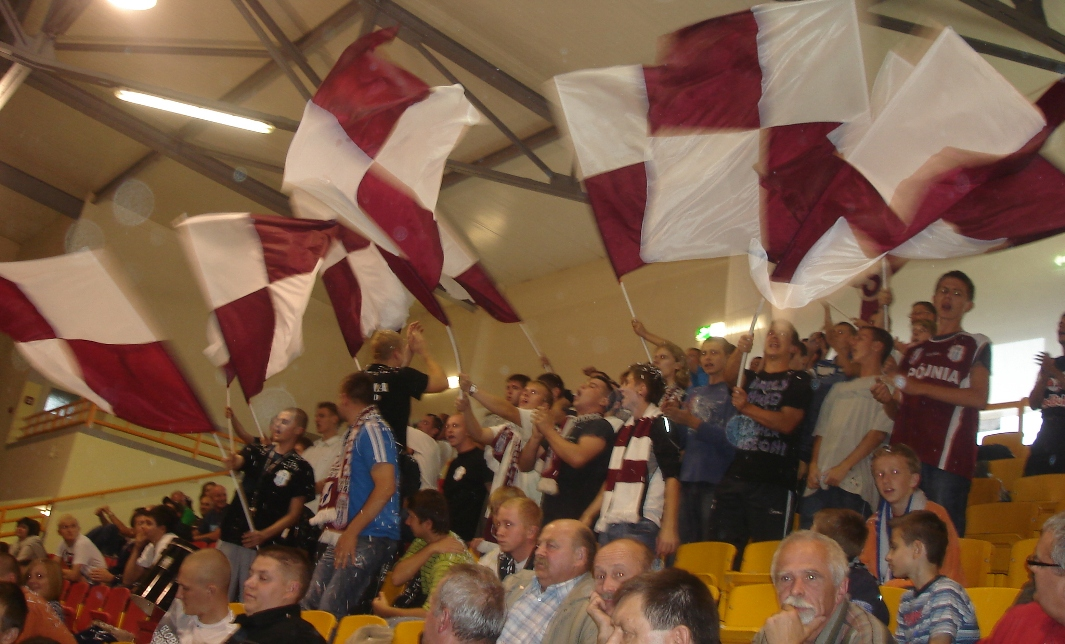
Kibice stargardzcy

Skład z lat 1998/1999:
| Nr | Poz. | Nar.                | Nazwisko i imię        | Data urodzenia | Wzrost | Masa ciała |
| -- | ---- | ------------------- | ---------------------- | -------------- | ------ | ---------- |
| 3  | R    | Polska              | Kościuk, Robert        | 1969-01-17     | 186 cm |            |
| ?  | S    | Polska              | Krzemiński, Łukasz     | 1980-06-16     | 201 cm |            |
| 7  | S    | Polska              | Cieliński, Marek       | 1969-04-25     | 198 cm |            |
| 10 | S/C  | Polska              | Molenda, Andrzej       | 1975-02-07     | 203 cm |            |
| 8  | S/R  | Stany Zjednoczone   | Upshaw, Kelvin         | 1959-12-16     | 188 cm |            |
| 6  | C    | Stany Zjednoczone   | Stern, Jeff            | 1968-08-24     | 208 cm |            |
| 15 | C    | Polska              | Grudziński, Wiktor     | 1978-04.-9     | 207 cm |            |
| 14 | S    | Polska              | Morkowski, Robert      | 1974-08-21     | 200 cm |            |
| 15 | S    | Polska              | Wiekiera, Paweł        | 1978-01-14     | 205 cm |            |
| ?  | S    | Polska              | Kurkianiec, Kamil      | 1980-01-13     | 190 cm |            |
| 5  | R    | Litwa               | Aidietis, Giedrius     | 1974-03-12     | 206 cm |            |
| ?  | ?    | Stany Zjednoczone   | Veney, Keith           | 1974-12-20     | 185 cm |            |
| ?  | C    | Serbia i Czarnogóra | Slivancanin, Slobodan  | 1972-05-01     | 209 cm |            |
| ?  | C    | Stany Zjednoczone   | Conlisk, Robert        | 1972-04-08     | 211 cm |            |
| ?  | S    | Serbia i Czarnogóra | Dragutinović, Vladimir | 1967-06-20     | 192 cm |            |
| ?  | C    | Stany Zjednoczone   | Sneed, Chris           | 1974-04-22     | 200 cm |            |
| ?  | ?    | Polska              | Bąk, Marcin            | 1972-06-19     | 196 cm |            |
| ?  | R    | Polska              | Mila, Krzysztof        | 1970-06-06     | 186 cm |            |
| ?  | S    | Polska              | Nowak, Michał          | 1980-09-27     | 198 cm |            |

Trener:  Tadeusz Aleksandrowicz
 Asystenci: Mieczysław Major

### Sezon 1999/2000 (PLK)
Mieczysław Major w sezonie 1999/2000 był trenerem asystentem Tadeusza Aleksandrowicza w rozgrywkach ekstraklasy (PLK) z zawodnikami:

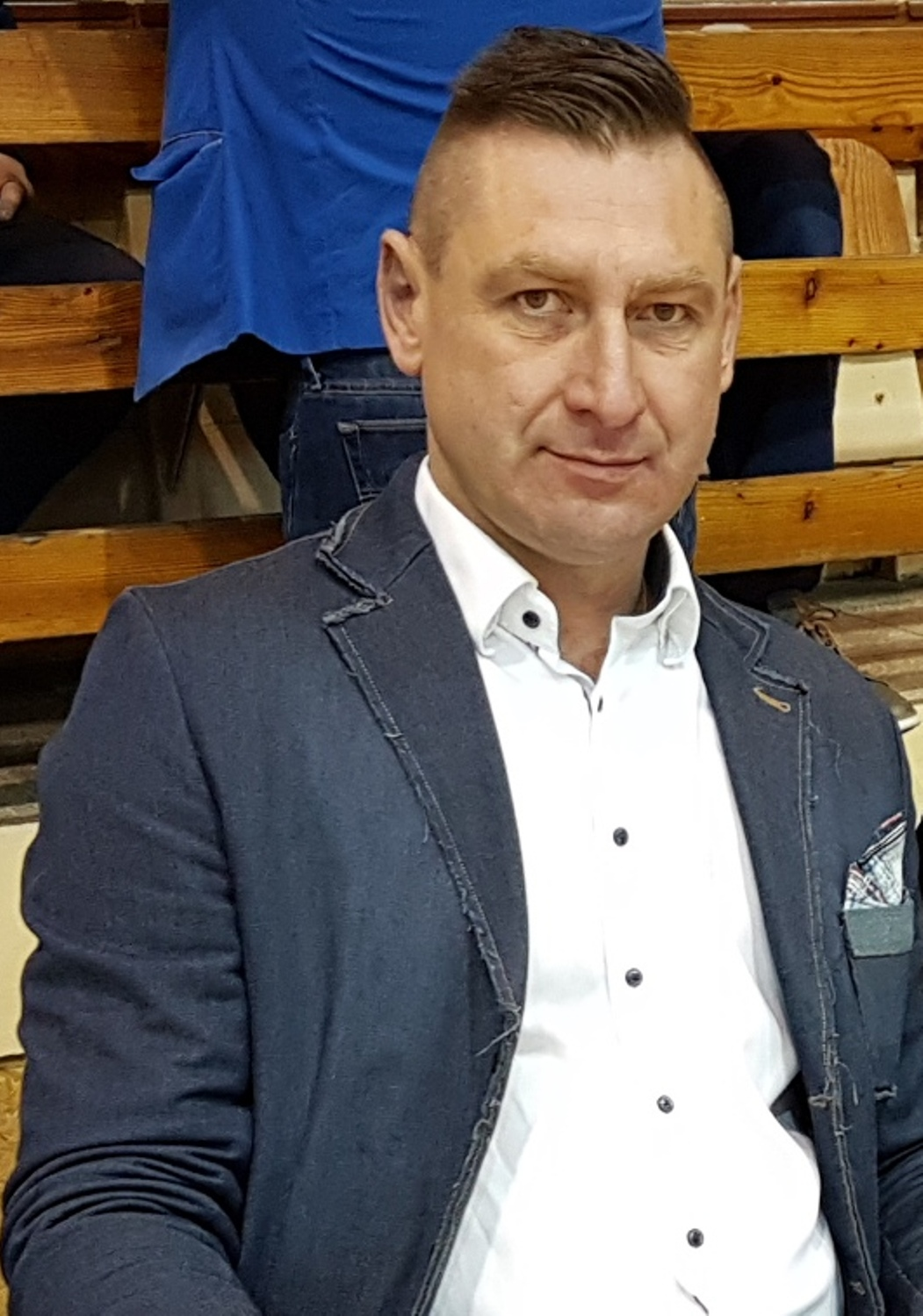
Trener Mieczysław Major w sezonie 1998/1999 trenował m.in. Wiktora Grudzińskiego

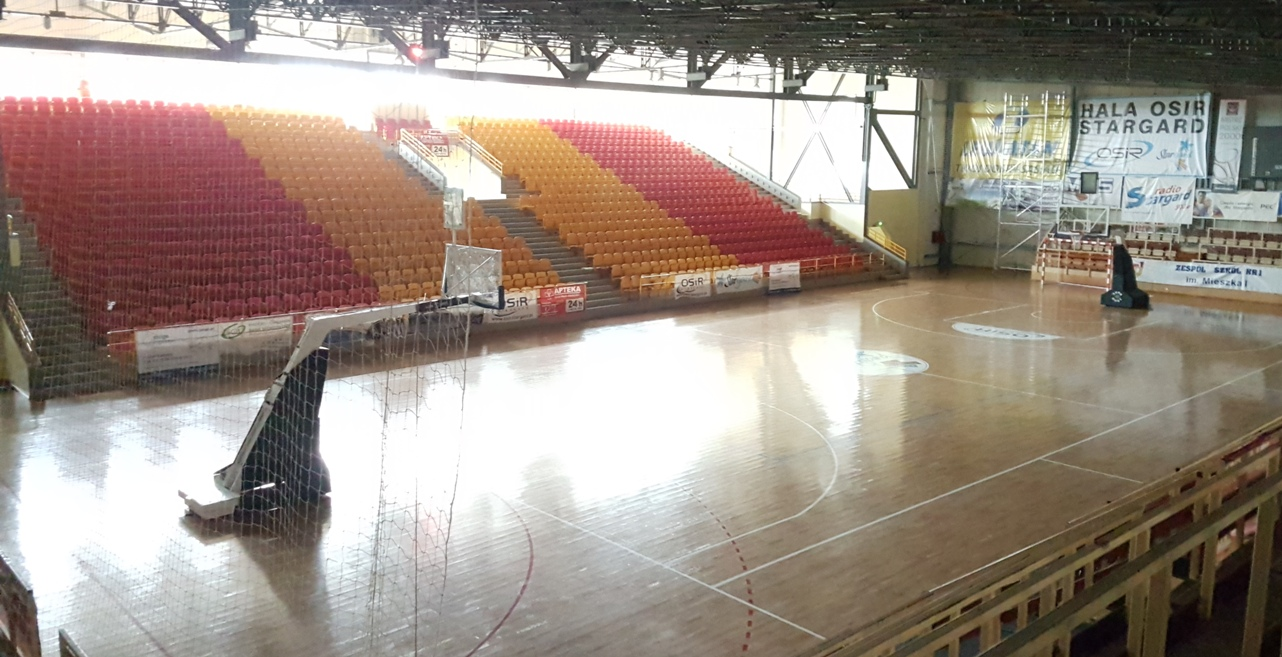
Hala sportowa z nową trybuną

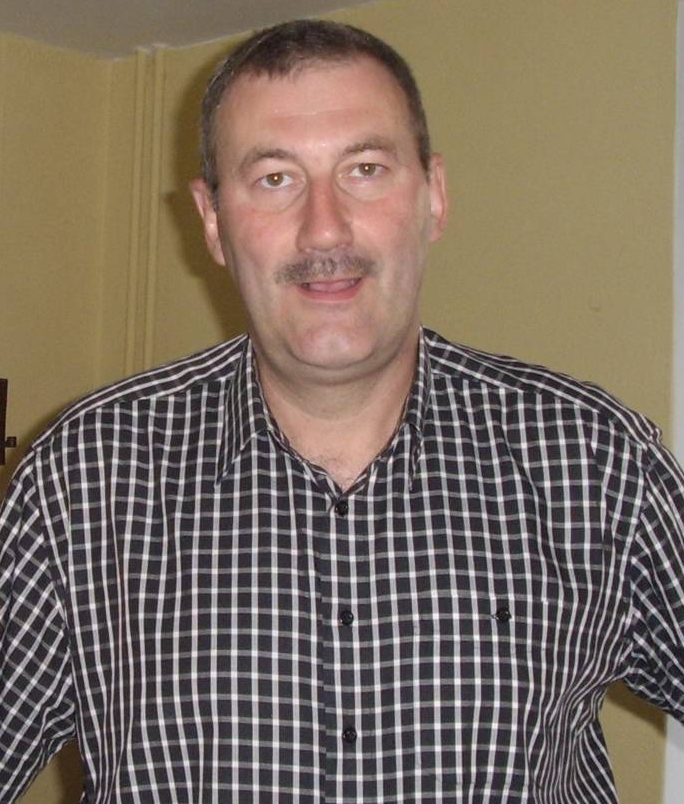
Był trenerem asystentem Jerzego Binkowskiego w rozgrywkach PLK w sezonie 2002/2003 Komfortu Stargard

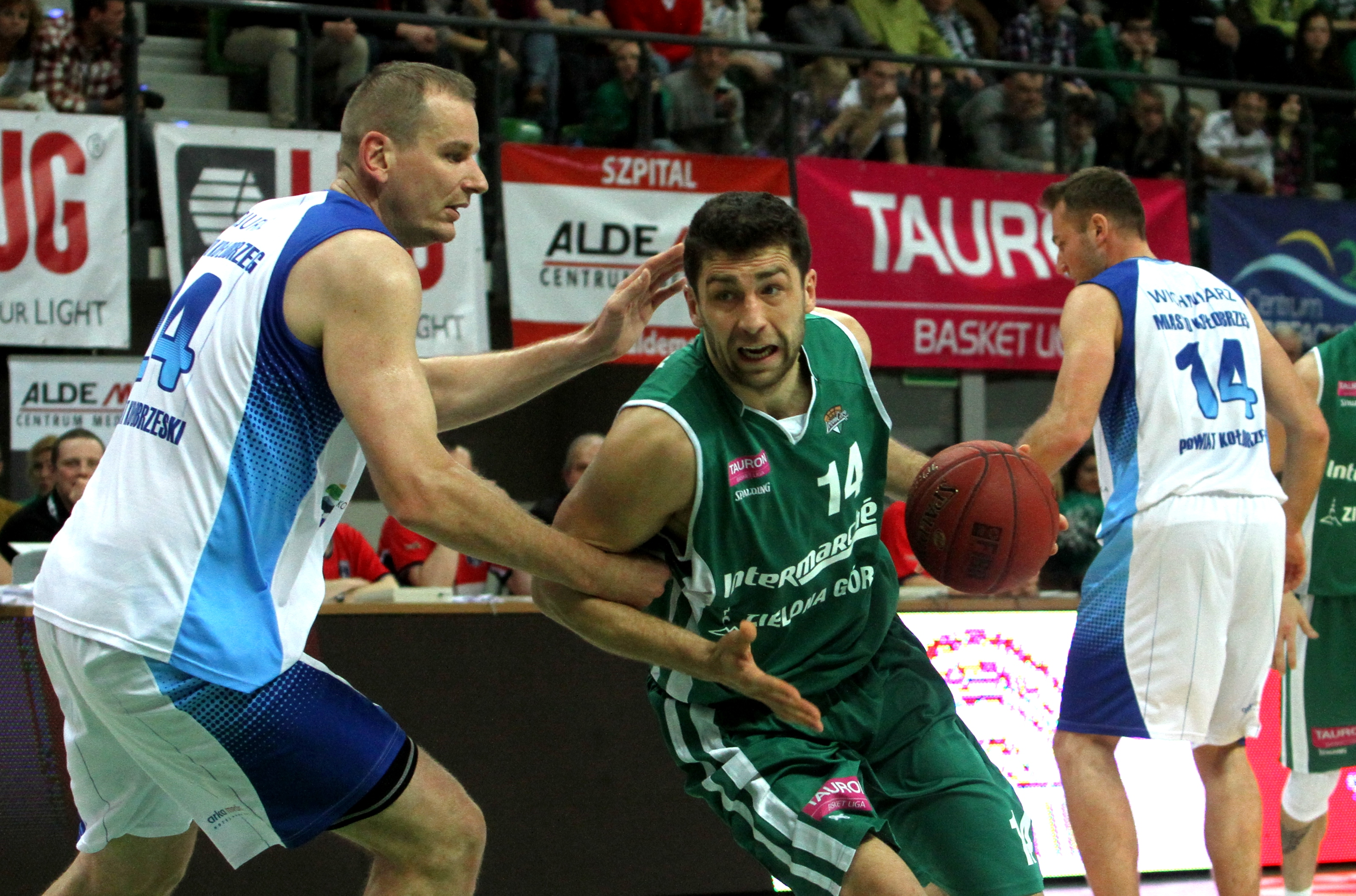
Mieczysław Major w s. 2002/2003 trenował m.in. Bigusa i Hrycaniuka

| Nr | Poz. | Nar.                | Nazwisko i imię      | Data urodzenia | Wzrost | Masa ciała |
| -- | ---- | ------------------- | -------------------- | -------------- | ------ | ---------- |
| 3  | R    | Polska              | Kościuk, Robert      | 1969-01-17     | 186 cm |            |
| 15 | S    | Polska              | Wiekiera, Paweł      | 1978-01-14     | 205 cm |            |
| 15 | C    | Polska              | Grudziński, Wiktor   | 1978-04.-9     | 207 cm |            |
| 14 | S    | Polska              | Morkowski, Robert    | 1974-08-21     | 200 cm |            |
| ?  | S    | Polska              | Kurkianiec, Kamil    | 1980-01-13     | 190 cm |            |
| ?  | C    | Polska              | Bigus, Rafał         | 1976-07-12     | 215 cm |            |
| ?  | ?    | Stany Zjednoczone   | McGruder, Prentice   | 1974           | 192 cm |            |
| ?  | S    | Polska              | Krzemiński, Łukasz   | 1980-06-16     | 201 cm |            |
| ?  | S    | Polska              | Nowak, Michał        | 1980-09-27     | 198 cm |            |
| 7  | O    | Polska              | Nizioł, Piotr        | 1969-01-15     | 190 cm |            |
| ?  | S    | Polska              | Słomiński, Adam      | 1980           | 202 cm |            |
| 10 | O    | Polska              | Liśkiewicz, Marcin   | 1981           | 192 cm |            |
| 8  | S    | Serbia i Czarnogóra | Pokrajac, Damir      | 1966-10-21     | 205 cm |            |
| 6  | S    | Litwa               | Staškūnas, Paulius   | 1974-05-20     | 198 cm |            |
| ?  | O    | Stany Zjednoczone   | Wilson, Marcus       | 1977-08-08     | 191 cm |            |
| ?  | S/C  | Polska              | Ziółkowski, Wojciech | 1972-04-26     | 205 cm |            |
| ?  | C    | Panama              | Cardenas, Eric       | 1973           | 206 cm |            |
| ?  | O    | Stany Zjednoczone   | Hunt, Anderson       | 1969-01-01     | 188 cm |            |
| ?  | C    | Stany Zjednoczone   | Rewers, Brian        | 1970           | 209 cm |            |
| ?  | S/C  | Stany Zjednoczone   | Thompkins, Ronnie    | 1972-04-24     | 203 cm |            |
| ?  | O    | Stany Zjednoczone   | Williams, Kenny      | 1967-02-28     | 179 cm |            |

Trener:  Tadeusz Aleksandrowicz
 Asystenci: Mieczysław Major

### Sezon 2002/2003 (PLK)
Mieczysław Major w sezonie 2002/2003 był trenerem asystentem Jerzego Binkowskiego  w rozgrywkach PLK z zawodnikami: 
| Nr | Poz. | Nar.              | Nazwisko i imię         | Data urodzenia | Wzrost | Masa ciała |
| -- | ---- | ----------------- | ----------------------- | -------------- | ------ | ---------- |
| ?  | C    | Polska            | Bigus, Rafał            | 1976-07-12     | 215 cm |            |
| 14 | S    | Polska            | Morkowski, Robert       | 1974-08-21     | 200 cm |            |
| 7  | O    | Polska            | Nizioł, Piotr           | 1969-01-15     | 190 cm |            |
| ?  | O    | Polska            | Wiliński, Piotr         | 1983-02-12     | 182 cm |            |
| ?  | O    | Polska            | Świętoński, Tomasz      | 1984-04-04     | 186 cm |            |
| ?  | S/C  | Polska            | Hrycaniuk, Adam         | 1984-03-15     | 206 cm |            |
| ?  | O/S  | Polska            | Mazur, Hubert           | 1984-06-10     | 189 cm |            |
| ?  | O    | Stany Zjednoczone | Piechucki, Kamil        | 1983-07-28     | 186 cm |            |
| 19 | S    | Polska            | Soczewski, Arkadiusz    | 1982-06-09     | 201 cm |            |
| ?  | S    | Polska            | Robak, Artur            | 1978-06-07     | 208 cm |            |
| 3  | O    | Stany Zjednoczone | Respert, Shawn          | 1972-02-06     | 190 cm |            |
| ?  | S    | Litwa             | Jarusevicius, Mindaugas | 1976-04-13     | 201 cm |            |
| ?  | S    | Polska            | Kamiński, Bartosz       | 1983-05-12     | 202 cm |            |
| ?  | O/S  | Polska            | Darnikowski, Jarosław   | 1971-07-03     | 198 cm |            |
| ?  | O    | Stany Zjednoczone | Braswell, Kevin         | 1979-01-23     | 188 cm |            |

Trener:  Jerzy Binkowski
 Asystenci: Mieczysław Major

### Sezon 2003/2004 (rozgrywki w PLK, spadek do I ligi)
Mieczysław Major w sezonie 2003/2004 był I trenerem Komfortu Stargard. Statystycznie jego drużyna zanotowała 7 zwycięstw i 24 porażki i spadła do I ligi, zespół zanotował trzynaście porażek z rzędu. W PLK był trenerem zawodników:

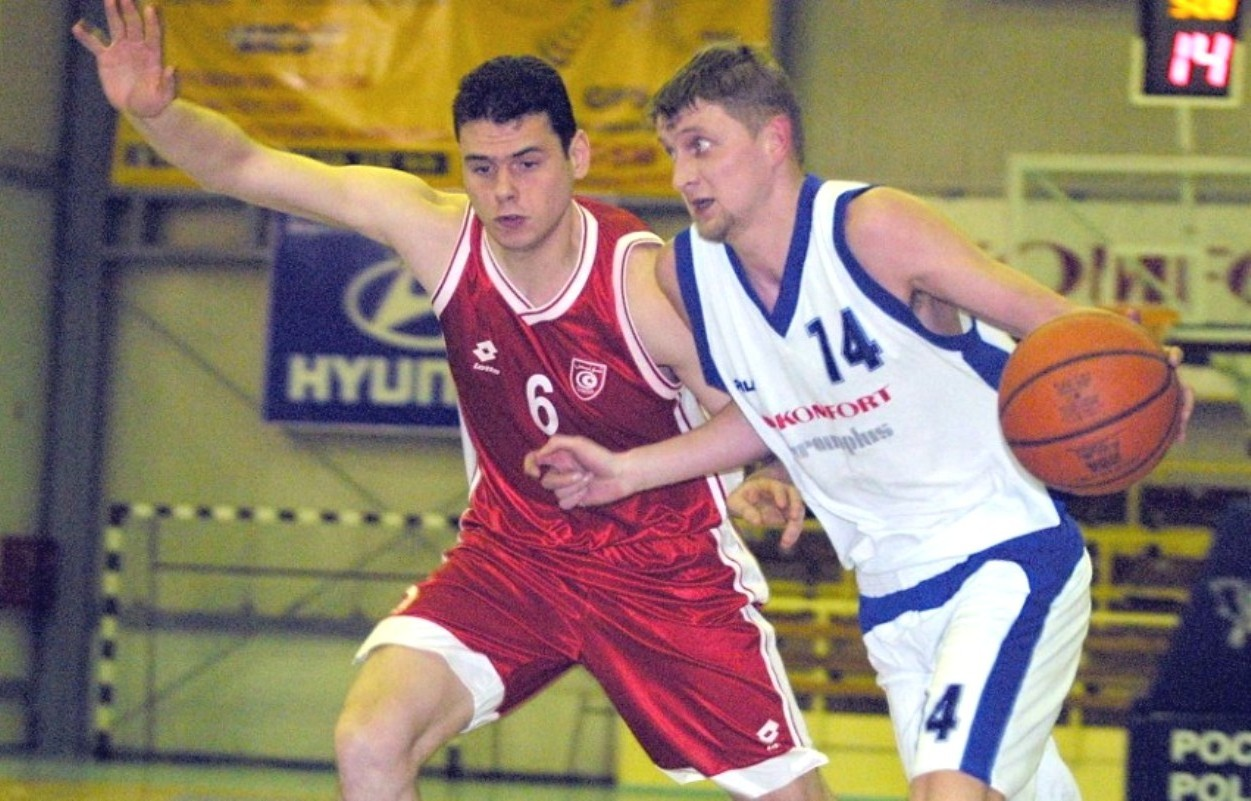
Trener Mieczysław Major w sezonie 2003/2004 trenował m.in. Roberta Morkowskiego

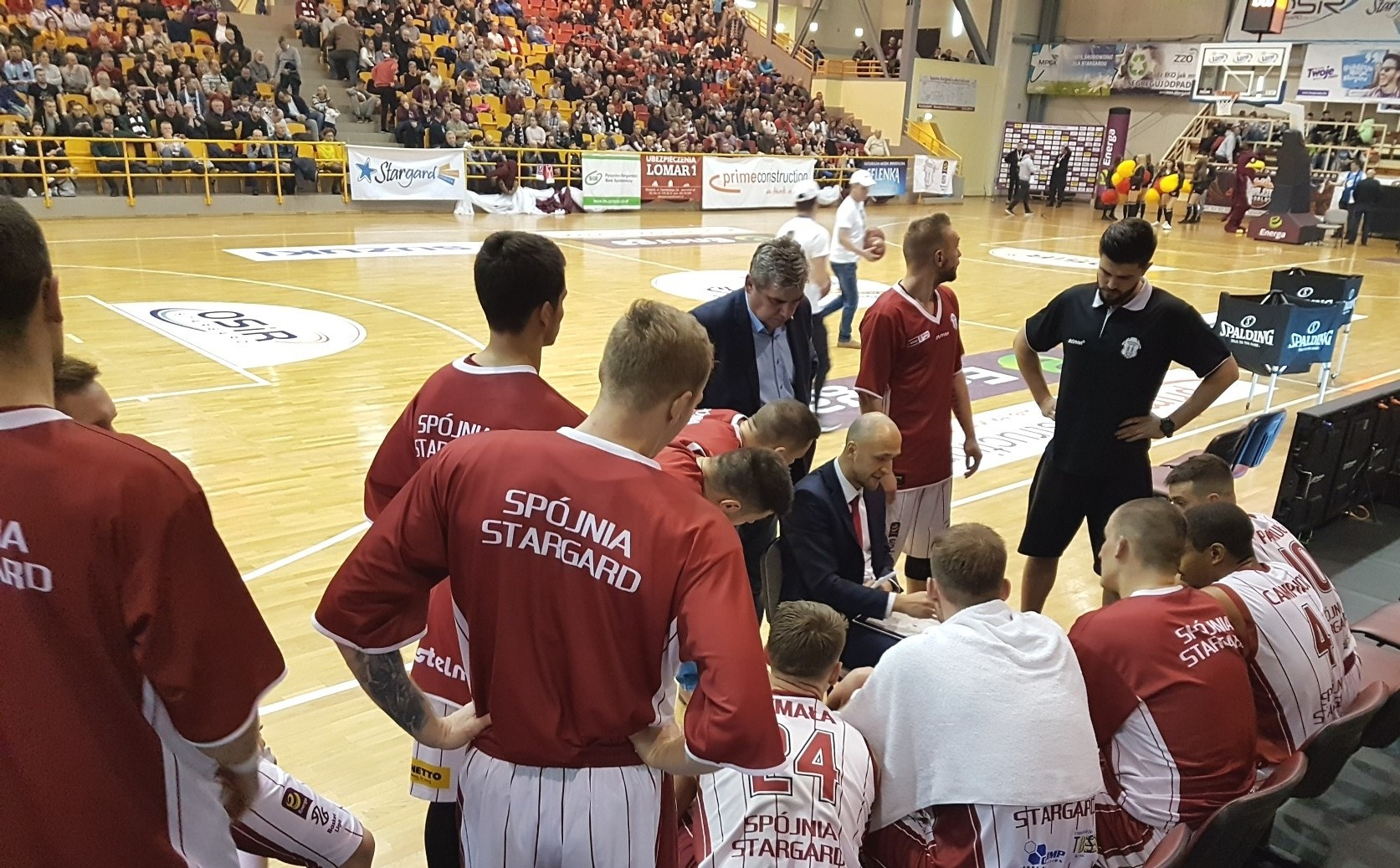
Trener Mieczysław Major w sezonie 2003/2004 trenował m.in. Ireneusza Piechuckiego, który został później w PLK trenerem drużyny Spójnia Stargard

| Nr | Poz. | Nar.              | Nazwisko i imię      | Data urodzenia | Wzrost | Masa ciała |
| -- | ---- | ----------------- | -------------------- | -------------- | ------ | ---------- |
| ?  | O    | Polska            | Baszak, Tomasz       | 1982-02-11     | 183 cm |            |
| ?  | O    | Stany Zjednoczone | Harrington, Greg     | 1979-09-18     | 188 cm |            |
| 14 | S    | Polska            | Morkowski, Robert    | 1974-08-21     | 200 cm |            |
| 7  | O    | Polska            | Nizioł, Piotr        | 1969-01-15     | 190 cm |            |
| 15 | C    | Litwa             | Stulga, Gintaras     | 1973-02-21     | 211 cm |            |
| 19 | S    | Polska            | Soczewski, Arkadiusz | 1982-06-09     | 201 cm |            |
| ?  | O    | Polska            | Wiliński, Piotr      | 1983-02-12     | 182 cm |            |
| ?  | S/C  | Polska            | Hrycaniuk, Adam      | 1984-03-15     | 206 cm |            |
| ?  | O    | Polska            | Leończyk, Paweł      | 1986-10-05     | 203 cm |            |
| ?  | O/S  | Polska            | Mazur, Hubert        | 1984-06-10     | 189 cm |            |
| ?  | O    | Stany Zjednoczone | Miller, Roland       | 1977-04-06     | 190 cm |            |
| ?  | O    | Polska            | Piechucki, Kamil     | 1983-07-28     | 186 cm |            |
| ?  | S    | Polska            | Sudowski, Maciej     | 1977-02-13     | 206 cm |            |
| ?  | O    | Polska            | Szagdaj, Wojciech    | 1985-08-28     | 187 cm |            |
| ?  | S    | Polska            | Kamiński, Bartosz    | 1983-05-12     | 202 cm |            |

Trener:  Mieczysław Major
 Asystenci: Grzegorz Śpiewak, Ryszard Janik